# Lira pontificia
La lira è stata la moneta dello Stato pontificio dal 1866 al 1870. .
Aveva lo stesso valore della lira italiana. La lira era suddivisa in 100 centesimi. Esisteva anche la suddivisione in 20 soldi, pari a 5 centesimi.
La lira fu introdotta con l'editto del 18 giugno 1866 con l'obiettivo di ottenere l'ammissione all'Unione monetaria latina.

## Monete
Le monete avevano le stesse caratteristiche di composizione, dimensioni e peso delle corrispondenti monete della lira italiana, del franco francese etc.
Alcune monete frazionali erano coniate esclusivamente dallo Stato pontificio.
Le monete di rame erano nei tagli da 1 centesimo, ½, 1, 2 e 4 soldi. In argento esistevano le monete da 5 e 10 soldi, da 1, 2, 2½ e 5 lire.
In oro furono coniate monete da 5, 10, 20, 50 e 100 lire.